# Masová píseň
Masová píseň, někdy také budovatelská píseň (rusky массовая песня, massovaja pěsnja), byl žánr sovětské hudby, který byl rozšířen v Sovětském svazu. Masové písně tvořili profesionální nebo amatérští skladatelé pro individuální nebo sborový zpěv a byly určeny pro „široké masy“ sovětského lidu.
Sovětské masové písně byly součástí socialistického realismu a důležitou součástí sovětské propagandy. Sovětská hudební encyklopedie říká, že byly „mocným prostředkem organizace a vzdělávání mas“.
V letech 1920–1950 byl tento pojem aplikován na většinu písní napsaných sovětskými skladateli. Se zavedením pojmu „sovětská píseň“ se však pojem „masová píseň“ omezil na žánr sborových písní bez doprovodu a se slovy založenými na sociálně-politických tématech, obvykle prováděných během různých sovětských shromáždění. Některé písně jiných sovětských žánrů písní, „scénická píseň“ (estradnaja pěsnja) a „každodenní píseň“ (bytovaja pěsnja), lze také považovat za masové písně, a to v závislosti na jejich společenském významu.

## Historie
Koncept „masové písně“ navrhli členové svazu mladých skladatelů Prokoll (Produkční kolektiv studentů Moskevské konzervatoře).

## Charakteristika
Hudební charakteristika masové písně zajistila její snadné pochopení a provedení neprofesionálními „masami“. Masová píseň je obvykle střídavá sekvence čtyřřádkových slok a refrénů v nesofistikované hudební formě, která využívala nejběžnější hlasový rejstřík. Typicky jsou tyto písně optimistické nebo hrdinské povahy, psané ve formě pochodu.

## Příklad
Jedním z příkladů budovatelských písní je skladba Kupředu levá, zpátky ni krok:

Už rozvil čas a voní nadějemi 

svobody, slunce, prší z oblaků. 

Vpřed soudruzi, hle, zaslíbenou zemi, 

kde už není pánů, ani žebráků 

Kde nebe míru nad hlavou se klene, 

kde člověk není vlkem člověku.
Vpřed soudruzi k té zemi zaslíbené, 

kterou chudák marně hledal od věků 

Do houfu v srdce spojme svoji víru, 

muž podle muže, podle boku bok, 

my dojdeme, my dojdeme!
Je čas, je čas by každý z nás svou paži k dílu zved, 

tam, kde se napře síla v jeden ráz, tam se pohne svět! 

Do houfu v srdce jeden pevný blok! 

Kupředu, levá, kupředu, levá, zpátky ni krok
Ten stranou je, kdo hluchý je a slepý, 

kdo nejde s lidem, ten se vrací zpět. 

Vpřed soudruzi, hle, od východních stepí, 

nám už jarní vítr bije do plachet 

Teď svorně v práci podejme si ruce 

a píseň lidu ať se dotkne hvězd!
Výš pozvedněme prapor revoluce, 

proti nepřátelům ocelovou pěst 

Do houfu v srdce spojme svoji víru, 

muž podle muže, podle boku bok, 

my dojdeme, my dojdeme!
Je čas, je čas by každý z nás svou paži k dílu zved, 

tam, kde se napře síla v jeden ráz, tam se pohne svět! 

Do houfu v srdce jeden pevný blok! 

Kupředu, levá, kupředu, levá, zpátky ni krok